# Villenave-de-Rions
Villenave-de-Rions è un comune francese di 308 abitanti situato nel dipartimento della Gironda, nella regione della Nuova Aquitania.

## Società

### Evoluzione demografica
Abitanti censiti